# Geochus
Geochus är ett släkte av skalbaggar. Geochus ingår i familjen vivlar.

## Dottertaxa tillGeochus, i alfabetisk ordning[1]
- Geochus apicalis
- Geochus certus
- Geochus convexus
- Geochus distinguens
- Geochus frontalis
- Geochus inaequalis
- Geochus lateralis
- Geochus marginatus
- Geochus morosus
- Geochus nigripes
- Geochus nodosus
- Geochus pictulus
- Geochus plagiatus
- Geochus politus
- Geochus posticalis
- Geochus puncticollis
- Geochus pyriformis
- Geochus rufipictus
- Geochus rugulosus
- Geochus setiger
- Geochus similis
- Geochus squamosus
- Geochus suffusus
- Geochus sulcatus
- Geochus tibialis
- Geochus variegatus